# Младост 1 (станция метро)
Молодость 1 (болг. Младост 1) — станция Софийского метрополитена. Расположена на 1-й линии, между станциями «Мусагеница» и «Младост 3».

## История
Станция «Младост 1» была открыта 8 мая 2009 г.

## Местоположение и архитектурное оформление
Станция расположена на пересечении бульвара Андрея Сахарова с улицы Иерусалима в жилом районе «Младост 1» на месте старого рынка. Станция подземная, с боковыми платформами, мелкого заложения. Длина платформы — 102 м. Станционный зал платформы исполнен в голубых и жёлтых тонах. Над платформами расположены серые панели, отражающие свет.  Станция имеет два подземных вестибюля, связанных с подземными переходами на прекрёстке. После станции линия продолжена двумя вилками :
- В сторону аэропорта Софии (открыта 2 апреля 2015 года)
- В сторону бизнес-парка София (открыта 8 мая 2015 года)

## Фотогалерея

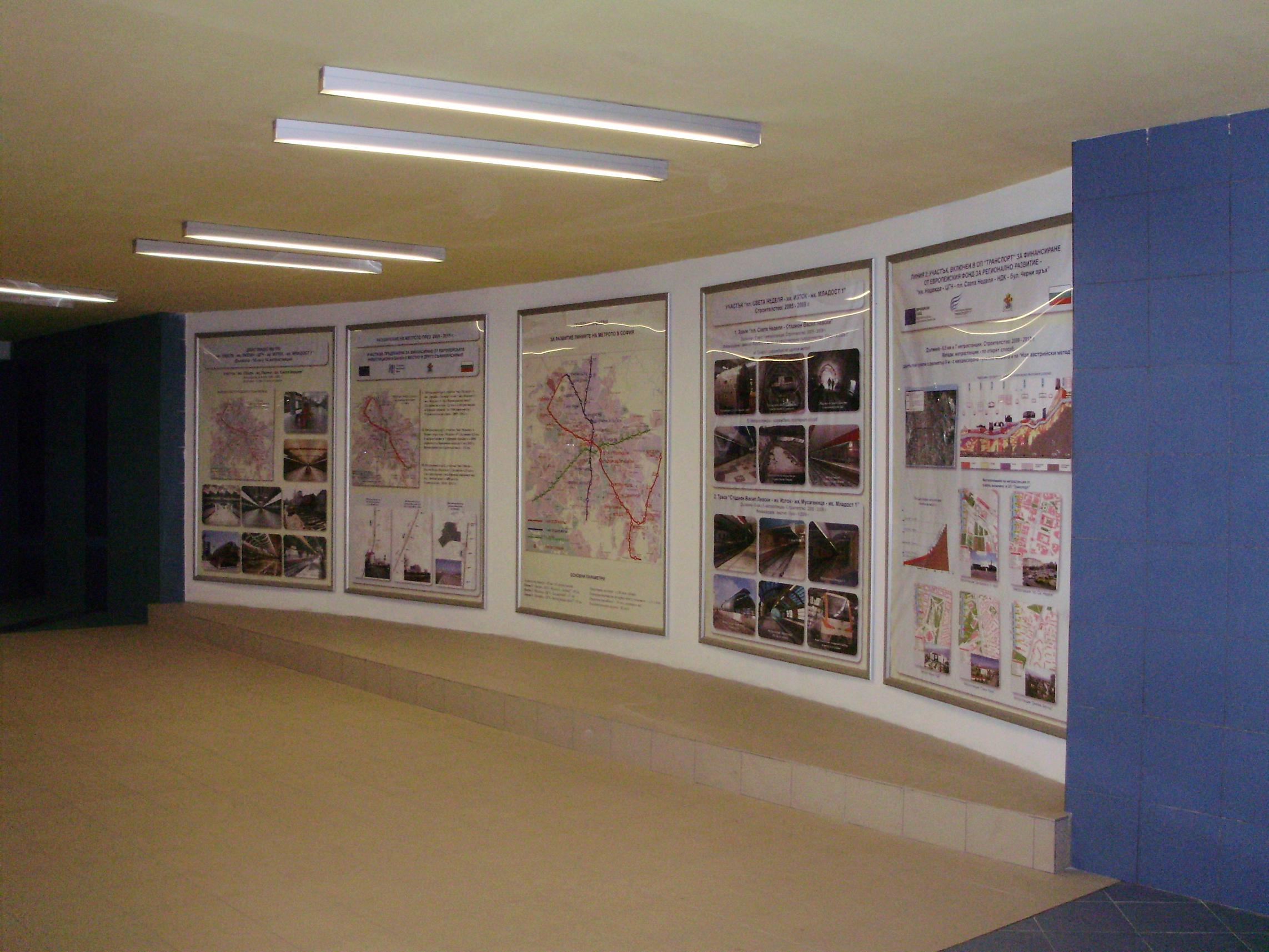
Вестибюль
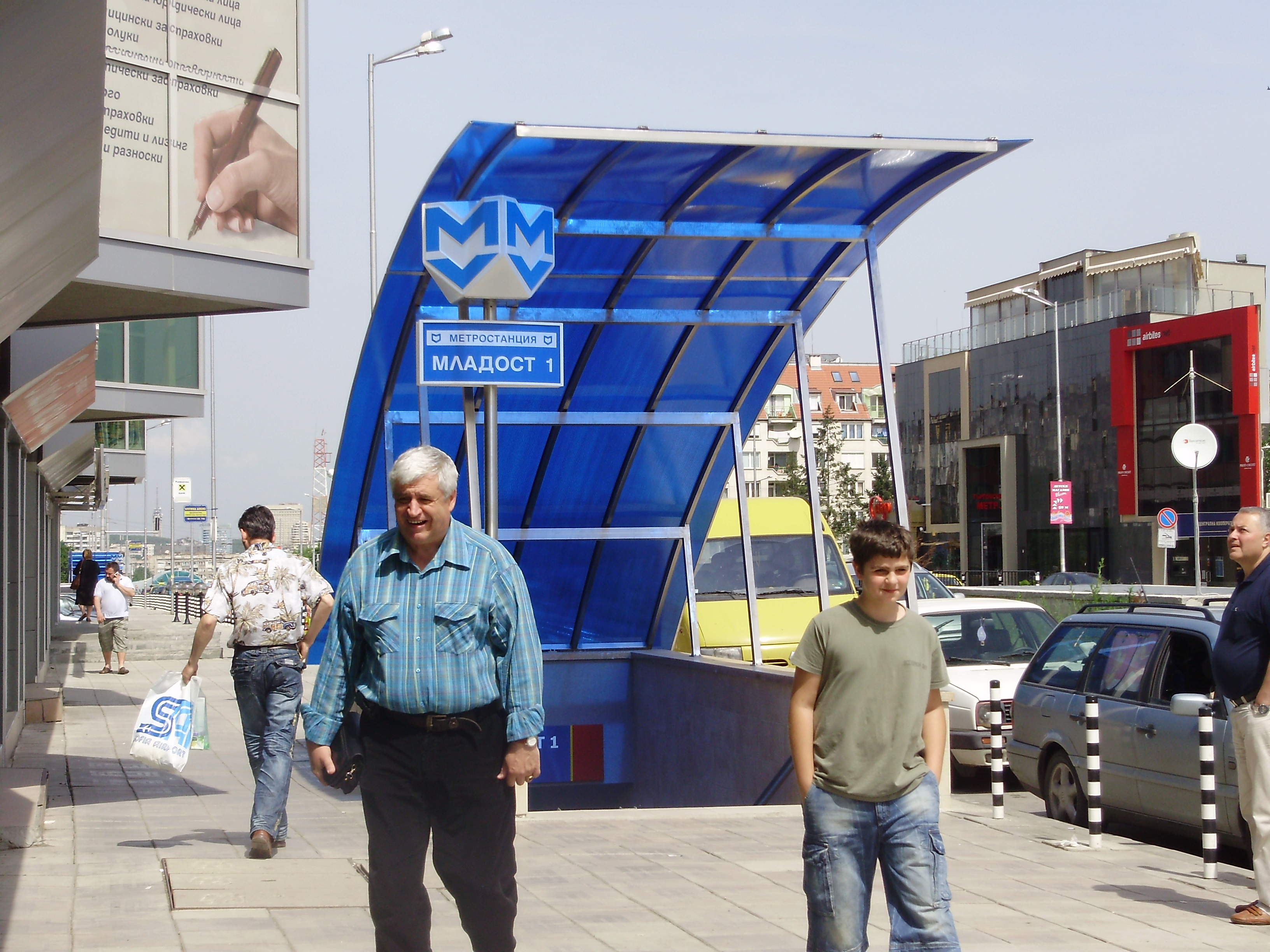
Наземный выход